# Dagmar Schenten
Dagmar Schenten (* 24. September 1958 in Hofheim am Taunus) ist eine deutsche Sportlehrerin und ehemalige Leichtathletin, die 1977 Deutsche Meisterin im 200-Meter-Lauf wurde.

## Aktive sportliche Laufbahn
Dagmar Schenten stieg mit 14 Jahren in den Leistungssport ein, wobei sie sich auf den Kurzstreckenlauf konzentrierte. Bei nationalen Wettbewerben startete sie zunächst für die TSG Fechenheim, später die LG Frankfurt. 1972 wurde sie Deutsche Schülermeisterin im 100-Meter-Lauf.
Ihr erster internationaler Erfolg war der zweite Platz in der 4-mal-100-Meter-Staffel, als sie mit Brigitte Rubner, Elfriede Meierholz und Elvira Springsguth bei den Junioreneuropameisterschaften 1973 für die Bundesrepublik Deutschland startete.
Bei den folgenden Junioreneuropameisterschaften 1975 erreichte sie mit Claudia Steger, Birgit Seiring
und Ina Wallburg in der gleichen Disziplin den dritten Platz.
Bei den Deutschen Meisterschaften war ihr größter Erfolg 1977 der Titelgewinn über 200 Meter mit einer Zeit von 23,19 Sekunden. Über 100 Meter wurde sie im selben Jahr Vizemeisterin hinter Elvira Possekel.
Ihre besten Ergebnisse bei den Deutschen Meisterschaften in anderen Disziplinen waren der Platz 6 über 100 Meter Hürden 1976 und 1981, der achte Platz in der 4-mal-100-Meter-Staffel  1977 sowie 1981 die Vizemeisterschaft im Siebenkampf mit der Mannschaft der LG Bayer Leverkusen, für die sie in den 1980er Jahren startete.
1977 gewann sie beim Europacup mit der bundesdeutschen Staffel die Bronzemedaille über 4-mal 100 Meter. Bei den Europameisterschaften 1978 erreichte sie mit dem bundesdeutschen Team Platz 6 in der 4-mal-100-Meter-Staffel. Über 200 Meter schied sie im Vorlauf aus.
An Weltmeisterschaften und Olympischen Spielen hat Dagmar Schenten nicht teilgenommen.

### Bestleistungen
- 100 Meter: 11,61s (1977)
- 200 Meter: 23,19 s (1977)
- 100 Meter Hürden: 13,45 s (1983)

## Ausbildung und Berufstätigkeit
Dagmar Schenten schloss ihr Studium an der Sporthochschule Köln 1984 als Diplom Sportdädagogin ab. In der Folge arbeitete sie als Trainerin, vor allem im Jugendbereich. Später veröffentlichte sie mehrere Ratgeber zu Fitness und Bewegung.
Derzeit arbeitet sie in erster Linie als „Bewegungs- und Ernährungscoach“.
Schenten heiratete 1985 den Stabhochspringer Günter Lohre, der 2019 verstarb. Aus der Ehe gingen zwei Söhne hervor. Leo Lohre (* 1990) ist ebenfalls als Stabhochspringer aktiv.